# Softball klub Novi Zagreb
Softball klub Novi Zagreb (neslužbeno: Softball klub Lady Pirates) je softbolski klub iz Zagreba.
Klub je osnovala 2004. godine grupa djevojaka, aktivnih igračica softballa. Klub je osnovan kako bi se djevojke upoznalo sa softballom kao relativno nepoznatim sportom u Hrvatskoj. 

## Klupski uspjesi
2006. godina
- 2. mjesto na Kupu Hrvatske
- 3. mjesto na Prvenstvu Hrvatske
- 2. mjesto na Prvenstvu Zagreba

## Vanjske poveznice
- http://www.freewebs.com/lady_pirates/